# Gablitz
Gablitz is een gemeente in de Oostenrijkse deelstaat Neder-Oostenrijk, gelegen in het district Sankt Pöltner Land (PL). Van 1956 tot en met 31 december 2016 maakte de gemeente deel uit van het per die datum opgehevene district Wien-Umgebung (WU). De gemeente heeft ongeveer 4.700 inwoners.

## Geografie
Gablitz heeft een oppervlakte van 18,15 km². Het ligt in het noordoosten van het land, vlak bij de hoofdstad Wenen.
Ebergassing · Fischamend · Gablitz · Gerasdorf bei Wien · Gramatneusiedl · Himberg · Klein-Neusiedl · Klosterneuburg · Lanzendorf · Leopoldsdorf · Maria Lanzendorf · Mauerbach · Moosbrunn · Pressbaum · Purkersdorf · Rauchenwarth · Schwadorf · Schwechat · Tullnerbach · Wolfsgraben · Zwölfaxing
- Gemeinsame Normdatei: 4366994-3
- Library of Congress Control Number: n95013234
- MusicBrainz: 3ab9c99e-0058-43a8-b574-1d4b9fdb0724
- Nationale Bibliotheek van Israël: 987007535400005171
- Virtual International Authority File: 125646499
- WorldCat: E39PBJqbkPYYPpXtHFTQR7jQv3